# Înainte de Crăciun (film din 2015)
Înainte de Crăciun (The Night Before, titlu de lucru X-Mas) este un film de Crăciun american de comedie din 2015 regizat de Jonathan Levine. Rolurile principale au fost interpretate de actorii Joseph Gordon-Levitt, Seth Rogen și Anthony Mackie.

## Prezentare
Cu paisprezece ani în urmă, părinții lui Ethan (Joseph Gordon-Levitt) au murit în Ajunul Crăciunului. Cei doi mai buni prieteni ai săi, Isaac (Seth Rogen) și Chris (Anthony Mackie), au fost alături de el ca sprijin în fiecare noapte din Ajunul Crăciunului în ceea ce a devenit o tradiție anuală a acestora de a ieși din spiritul sărbătorilor de iarnă.  Cu toate acestea, deoarece Isaac va deveni tătic iar Chris prea celebru, cei trei decid să mai petreacă în stilul lor un ultim  Ajun al Crăciunului în New York City. 

## Distribuție
- Joseph Gordon-Levitt[1] ca Ethan
- Seth Rogen[1] ca Isaac[2]
- Anthony Mackie[3] - Chris
- Lizzy Caplan[4] ca Diana, iubita lui Ethan
- Jillian Bell[5] ca Betsy, soția lui Issac.
- Lorraine Toussaint[6]
- Mindy Kaling
- Jason Jones[7]
- Jason Mantzoukas[7]
- Ilana Glazer[8]
- Miley Cyrus în rolul său[9]
- Kanye West

## Producție
La 10 februarie 2014, s-a anunțat că Seth Rogen și Joseph Gordon-Levitt vor participa împreună la acest film, în timp ce Jonathan Levine a fost ales ca regizor. Good Universe și Point Grey Pictures au fost desemnate ca studiourile de producție ale filmului, iar subsidiara Sony, Columbia Pictures, ca distribuitor.
La 13 mai, Anthony Mackie s-a alăturat distribuției acestui film. La 7 august, Jillian Bell a fost desemnată să interpreteze rolul Betsy-ei, soția personajului lui Rogen, cea care le dă amicilor să consume o mulțime de droguri în Ajunul Crăciunului. La 8 august, Lizzy Caplan s-a alăturat distribuției pentru a o juca pe Diana, iubita personajului interpretat de Gordon-Levitt.

## Lansare
Filmul a fost programat inițial să apară la 11 decembrie 2015, dar mai târziu Sony a stabilit ca filmul să aibă premiera la 25 noiembrie 2015.